# 阿陶羅島

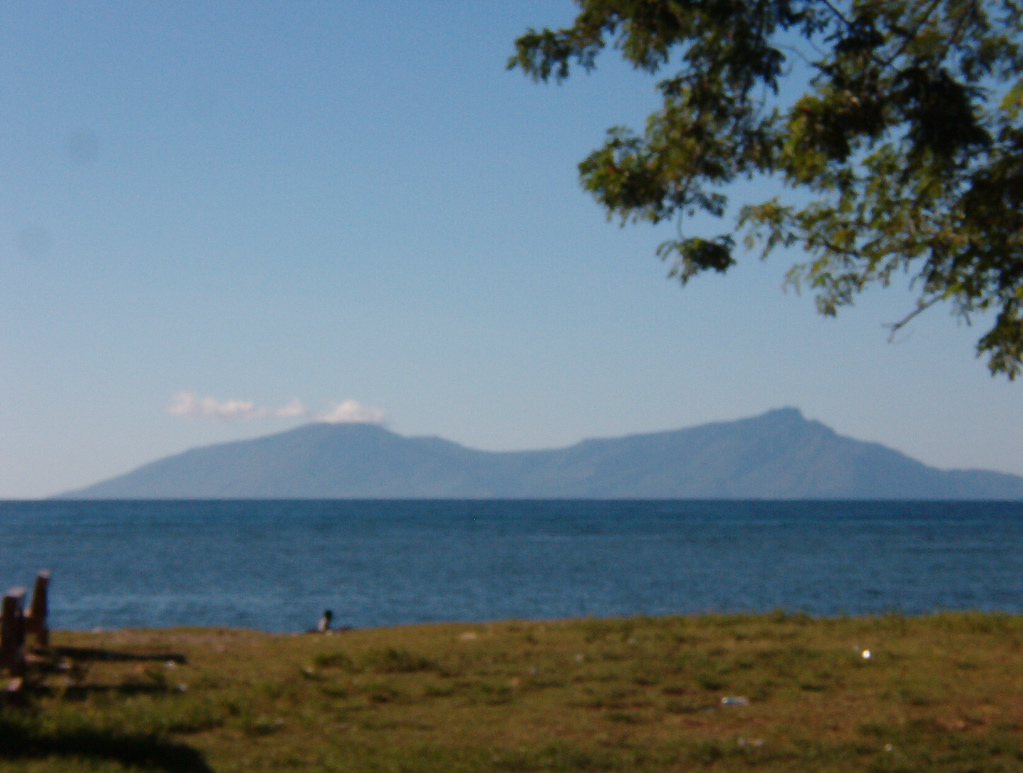
從帝力遠眺阿陶羅島

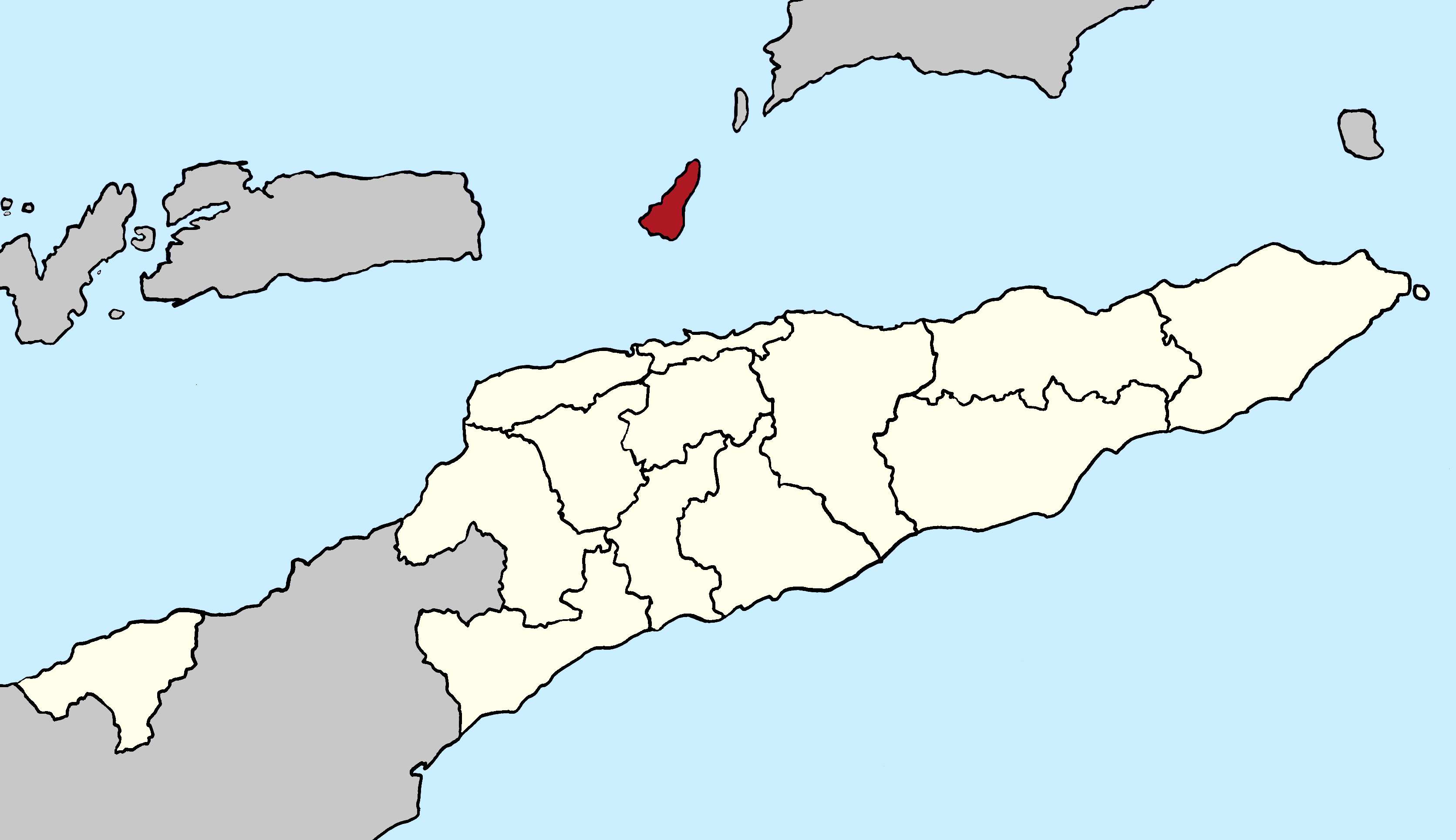
阿陶羅島位置

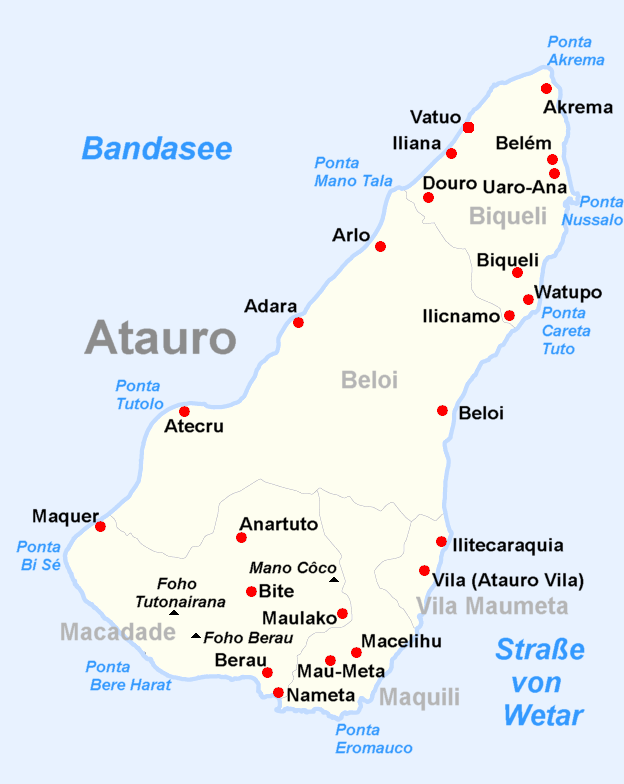
阿陶羅島地圖

阿陶羅島是東帝汶的小島，位於首都帝力以北25公里阿洛島和韋塔島之間，小島長25公里、闊9公里，面積105平方公里，人口約8,000。阿陶羅島的雨季和旱季分明，而山泥傾瀉和食水短缺經常發生。2004年，葡萄牙資助改善食水供應和設備的計劃，但島上仍然出現食水短缺的現象。
阿陶罗县曾经是东帝汶民主共和国帝力区的一个县，该县面积140.50平方公里，2010年人口普查时时人口为8602，县治位于Vila Maumeta。
2022年1月1日，该岛成为东帝汶的一个区。

## 外部連結
- Australian editorial on Atauro's poverty
- Community Run Eco Tourism on Atauro Island （页面存档备份，存于）
- Atauro dolls project （页面存档备份，存于）

8°15′S 125°35′E / 8.250°S 125.583°E